# Соціальна порнографія
Соціальна порнографія (норв. Sosialpornografi) — термін, для опису типу журналістики в якій зображуються ситуації інтимного характеру та складні й трагічні моменти з життя людей. У цьому типі журналістики демонструється так звана «брудна білизна». В основному така форма журналістики використовується виключно як розвага та задля задоволення відповідної аудиторії з потребами в вуаєризму. Соціальна порнографія є вторгненням в приватне життя, попри це              вона не є порушенням закону, через висвітлення в новинах переважно загальнодоступних відомостей про конкретних осіб.

## Використання
Соціальна порнографія використовується в:
- журналістських видання певного типу;
- реаліті-шоу,[5]

Серед реаліті-шоу слід виділити нідерландске «Big Brother» та британське «Ex on the Beach».

## Причини, критерії, етика
Головною причиною соціальної порнографії є гострі суперечності в суспільстві. Крім того, хоча цей тип журналістики не є порушенням закону — він може завдати психологічної шкоди та використовуватися як зброя масового терору й залякування.
Зараз не існує чітких критеріїв, що можуть виокремити соціальну порнографію від простого висвітленням новин. Проблема полягає у тому, що на думку деяких людей соціальна порнографія є важливою частиною соціальної журналістики та висвітлює важливу для розуміння контексту інформацію.
Крім того, журналістські програми даного напрямку вважаються неетичними, адже часто, крім освітлення фактів, що ганьблять людей вони займаються і демонстрацією психічнохворих людей, наприклад, хворих силогоманією.